# Мочили
Мочили (пол. Moczyły, нім. Schillersdorf) — село в Польщі, у гміні Колбасково Полицького повіту Західнопоморського воєводства.
Населення — 160 осіб (2011).
У 1975-1998 роках село належало до Щецинського воєводства.

## Демографія
Демографічна структура станом на 31 березня 2011 року:
|          | Загалом | Допрацездатний вік | Працездатний вік | Постпрацездатний вік |
| -------- | ------- | ------------------ | ---------------- | -------------------- |
| Чоловіки | 80      | 8                  | 67               | 5                    |
| Жінки    | 80      | 22                 | 47               | 11                   |
| Разом    | 160     | 30                 | 114              | 16                   |